# Socialistas Democráticos Italianos
Os Socialistas Democráticos Italianos (em italiano: Socialisti Democratici Italiani, SDI) foi um partido político de Itália.
O partido foi fundado em 1998, através da fusão dos Socialistas Italianos, do Partido Socialista Democrático Italiano e de outros pequenos partidos socialistas e social-democratas.
O SDI colocava-se no centro-esquerda e seguia uma linha social-democrata, tendo, sido membro do Partido Socialista Europeu e da Internacional Socialista.
Em 2007, o partido decidiu juntar-se a outros pequenos partidos socialistas, para fundar o Partido Socialista Italiano.

## Resultados eleitorais

### Eleições legislativas

#### Câmara dos Deputados
| Data | Votos   | %          | +/- | Deputados | +/-     | Status   | Coligação     |
| ---- | ------- | ---------- | --- | --------- | ------- | -------- | ------------- |
| 2001 | 805 340 | 2,2 (11.º) |     | 9 / 630   |         | Oposição | O Girassol    |
| 2006 | 990 694 | 2,6 (7.º)  | 0,4 | 9 / 630   | Estável | Governo  | Rosa ao Punho |

#### Senado
| Data | Votos   | %          | Deputados | +/- | Status   | Coligação     |
| ---- | ------- | ---------- | --------- | --- | -------- | ------------- |
| 2001 | N/D     | N/D        | 6 / 315   |     | Oposição | A Oliveira    |
| 2006 | 851 604 | 2,5 (10.º) | 0 / 315   | 6   | Governo  | Rosa ao Punho |

### Eleições europeias
| Data | Votos   | %          | Deputados | +/-     | Coligação  |
| ---- | ------- | ---------- | --------- | ------- | ---------- |
| 1999 | 670 957 | 2,2 (10.º) | 2 / 87    |         |            |
| 2004 | N/D     | N/D        | 2 / 78    | Estável | A Oliveira |